# Pseudosmittia micronesia
Pseudosmittia micronesia är en tvåvingeart som först beskrevs av Tokunaga 1964.  Pseudosmittia micronesia ingår i släktet Pseudosmittia och familjen fjädermyggor.
Artens utbredningsområde är Marshallöarna. Inga underarter finns listade i Catalogue of Life.